# ヴォノヴィア
ヴォノヴィア（ドイツ語: Vonovia SE）は、ドイツ・ノルトライン＝ヴェストファーレン州に本拠を置き、ドイツ・オーストリア・スウェーデンで、アパートを中心とした住宅の販売・賃貸や管理を行っている不動産会社。登記上の本店はデュッセルドルフ、実質的な本社機能はボッフムにある。フランクフルト証券取引所上場企業（FWB: VNA）。

## 沿革

### 旧・ドイチェ・アニントン
ドイチェ・アニントン（Deutsche Annington GmbH）は、2001年設立、Anningtonの名称は、イギリス軍用住宅地が民間に売却された際のイギリスの運営会社に由来する。2003年にキールのHeimbau AGを皮切りに同業他社の買収を進め、2005年5月にViterra AGを買収、この時点で20万軒以上のアパートメントを持つドイツの大手不動産会社となった。同年大規模なリストラを実施し、4分の1の従業員を解雇、2009年にも2割の従業員を解雇した。2011年に債務超過による経営危機を回避するため、償還日の延長を実行、経営の改善を見て、イギリスの投資会社のテラ・ファーマ（Terra Firma Capital Partners）は、2014年前半に大規模な投資を行った。この結果、同年9月にドイチェ・アニントンはMDAXの構成銘柄となり、Beamten-Baugesellschaft Bremen GmbHなどを傘下企業におさめ、再び住宅販売の拡大に取り組むことになった。

### 旧・ガグファ
ガグファ（Gagfah S.A.）は1918年、ベルリンの住宅供給非営利組織（Gemeinnützige Aktien-Gesellschaft für Angestellten-Heimstättenの頭文字の略）として設立、ベルリンやドレスデンなど東ドイツ地域を基盤として展開、2004年からニューヨークの投資会社であるフォートレス・インベストメント・グループが投資を行い、2006年10月に株式公開を行ったが、その後債務超過による経営危機を経験、本拠をルクセンブルクに移し、2013年12月からは東芝と提携し、太陽光発電システムを利用した電力小売事業に協力していた。

### 合併後
2015年3月、ドイチェ・アニントンがガグファと合併したことを契機に、社名はヴォノヴィアへと改められた。同年4月に南ドイツを基盤とするSüdewoを買収し、ヨーロッパ有数の規模の不動産会社となった。2018年3月、オーストリアの不動産最大手であるBuwog AGを買収、続いてスウェーデン・マルメの住宅不動産会社のVictoria Park ABを買収し、それぞれ子会社とした。
ヴォノヴィアに次ぐ規模を持っていたドイチェ・ヴォーネンに対しては、2016年2月に敵対的買収が頓挫したのち、2021年5月および8月に株式の過半数の取得を相次いで提案、8月にドイチェ・ヴォーネンの株主の6割が賛成したため買収が成立し、この結果、ヴォノヴィア関連企業の管理する集合住宅はヨーロッパで55万棟を超えることとなった。
2016年7月、VfLボーフムの本拠地であるルールシュタディオンの命名権を5年契約で取得している。